# Anne Heche
Anne Celeste Heche (født 25. maj 1969 i Cleveland, Ohio, USA, død 11. august 2022 i Los Angeles, Californien) var en amerikansk skuespiller, der fik sit første store gennembrud i tv-serien Another World (1987–1991) som tvillingerne Vicky Hudson og Marley Love, hvilket hun vandt en Emmy Award for.
Derudover var hun også medvirkende i flere store film i slutningen af 1990'erne med roller i kriminaldramafilmen Donnie Brasco (1997), katastrofefilmen Volcano (1997) i over for Tommy Lee Jones, slasher-filmen I Know What You Did Last Summer (1997), actionkomediefilmen Seks dage, syv nætter (1998) i sammenspil med Harrison Ford og drama-thriller-filmen For venskabs skyld (1998).
Hun modtog desuden en Saturn Awards-nominering for sin rolle som Marion Crane i gyser-genindspilningsfilmen Psycho (1998) og rollen som Winifred Ames Wag the Dog. Ud over sine filmroller medvirkede Heche i tv-serierne Men in Trees (2006-08), Hung (2009-11), Save Me (2013), Aftermath (2016) og The Brave (2017).

## Private forhold
Heches forhold til Ellen DeGeneres og begivenhederne efter deres brud fik stor medieinteresse i både ind- og udland. Parret begyndte først at date i 1997 og var sammen i de efterfølgende tre år inden deres brud i august 2000. Hun blev dengang mødt med massiv kritik og homofobi, fortalte hun oktober 2021 til Page Six. Det gik også ud over hendes karriere i Hollywood, hvor hun følte sig sortlistet, efter forholdet blev offentligt. Heche udtalte senere at hendes andre forhold udelukkende blev med mænd.
I 2000 forlod hun DeGeneres for Coleman "Coley" Laffoon, en kameramand, som hun mødte året før på DeGeneres' stand-up comedy-turné. Den 1. september 2001 giftede hun og Laffoon sig og fik i marts 2002 en søn. Laffoon ansøgte om skilsmisse i februar 2007, efter fem et halvt års ægteskab. Skilsmissen blev afsluttet i marts 2009.
Efter bruddet med Laffoon begyndte hun at danne par med Men in Trees-medspilleren James Tupper. De fik sammen en søn i marts 2009, hendes andet barn og hans første. Tupper og Heche gik fra hinanden i 2018.

## Død
Heche var fredag den 5. august 2022 involveret i en alvorlig bilulykke. Ulykken skete, da Heche i høj hastighed kørte ind i et boligkompleks i Mar Vista-nabolaget i Los Angeles, Californien, for derefter at køre ind i et andet hus, hvilket resulterede i en kraftig brand. Heche blev alvorligt forbrændt ved ulykken. Hun blev efterfølgende bragt til et lokalt hospital, hvor hun var i kritisk tilstand. Videoovervågning af gaden viste begivenhederne kort inden ulykken; på videoen kunne man se Heches bil køre gennem gaden i meget høj fart sekunder før, der høres et højt brag. Husets beboer led lettere personskader som følge af Heches påkørsel.
Politiet oplyste, at Heche anses for at have været påvirket på tidspunktet for påkørslen, og at foreløbige blodprøver støttede denne antagelse. Endelig bekræftelse tager dog uger for at fastslå præcis, hvilke substanser, Heche havde indtaget inden kørslen.
Heche havde pådraget sig en stor hjerneskade og var i koma som følge af bilulykken de efterfølgende dage. Om morgenen den 12. august, erklærede læger hende for hjernedød. Om aftenen den 12. august blev det meddelt at man havde slukket for Heches respirator og hun var dermed erklæret død.

## Filmografi

### Filmoptrædener
| År   | Titel                           | Rolle                | Noter                           | Ref.   |
| ---- | ------------------------------- | -------------------- | ------------------------------- | ------ |
| 1993 | An Ambush of Ghosts             | Denise               |                                 | [ 1 ]  |
| 1993 | The Adventures of Huck Finn     | Mary Jane Wilks      |                                 | [ 1 ]  |
| 1994 | I'll Do Anything                | Claire               |                                 | [ 25 ] |
| 1994 | A Simple Twist of Fate          | Tanny's legekammerat |                                 | [ 25 ] |
| 1994 | Milk Money                      | Betty                |                                 |        |
| 1995 | Wild Side                       | Alex Lee             |                                 | [ 1 ]  |
| 1996 | The Juror                       | Juliet               |                                 | [ 1 ]  |
| 1996 | Pie in the Sky                  | Amy                  |                                 | [ 1 ]  |
| 1996 | Walking and Talking             | Laura                |                                 |        |
| 1997 | Donnie Brasco                   | Maggie Pistone       |                                 | [ 1 ]  |
| 1997 | Volcano                         | Dr. Amy Barnes       |                                 | [ 1 ]  |
| 1997 | I Know What You Did Last Summer | Melissa "Missy" Egan |                                 | [ 1 ]  |
| 1997 | Wag the Dog                     | Winifred Ames        |                                 | [ 1 ]  |
| 1998 | Seks dage, syv nætter           | Robin Monroe         |                                 | [ 1 ]  |
| 1998 | For venskabs skyld              | Beth McBride         |                                 | [ 1 ]  |
| 1998 | Psycho                          | Marion Crane         |                                 | [ 1 ]  |
| 1999 | The Third Miracle               | Roxane               |                                 | [ 1 ]  |
| 2000 | Auggie Rose                     | Lucy Brown           | Også kendt som Beyond Suspicion | [ 1 ]  |
| 2001 | Prozac Nation                   | Dr. Sterling         |                                 | [ 1 ]  |
| 2002 | John Q.                         | Rebecca Payne        |                                 | [ 1 ]  |
| 2004 | Birth                           | Clara                |                                 | [ 1 ]  |
| 2005 | Sexual Life                     | Gwen                 |                                 | [ 1 ]  |
| 2007 | Suffering Man's Charity         | Helen Jacobsen       | Også kendt som Ghost Writer     | [ 1 ]  |
| 2007 | What Love Is                    | Laura                |                                 | [ 1 ]  |
| 2007 | Superman: Doomsday              | Lois Lane            | Stemmerolle                     | [ 1 ]  |
| 2008 | Toxic Skies                     | Dr. Tess Martin      |                                 | [ 1 ]  |
| 2009 | Spread                          | Samantha             |                                 | [ 1 ]  |
| 2010 | The Other Guys                  | Pamela Boardman      |                                 |        |
| 2011 | Cedar Rapids                    | Joan Ostrowski-Fox   |                                 | [ 1 ]  |
| 2011 | Rampart                         | Catherine            |                                 | [ 1 ]  |
| 2012 | That's What She Said            | Dee Dee              |                                 | [ 1 ]  |
| 2012 | Black November                  | Barbra               |                                 | [ 1 ]  |
| 2012 | Arthur Newman                   | Mina Crawley         |                                 | [ 1 ]  |
| 2013 | Nothing Left to Fear            | Wendy                |                                 | [ 1 ]  |
| 2014 | Wild Card                       | Roxy                 |                                 | [ 1 ]  |
| 2016 | Opening Night                   | Brooke               |                                 | [ 1 ]  |
| 2016 | Catfight                        | Ashley               |                                 | [ 1 ]  |
| 2017 | My Friend Dahmer                | Joyce Dahmer         |                                 | [ 1 ]  |
| 2017 | Armed Response                  | Riley                |                                 | [ 1 ]  |
| 2017 | The Last Word                   | Elizabeth            |                                 | [ 1 ]  |
| 2019 | The Best of Enemies             | Mary Ellis           |                                 | [ 25 ] |
| 2020 | The Vanished                    | Wendy Michaelson     |                                 | [ 1 ]  |
| 2021 | 13 Minutes                      | Tammy                |                                 | [ 1 ]  |
| TBA  | Supercell                       | Quinn Brody          | Postproduktion                  | [ 26 ] |

### TV
| År      | Titel                              | Rolle(r)                              | Noter                                               | Ref.   |
| ------- | ---------------------------------- | ------------------------------------- | --------------------------------------------------- | ------ |
| 1987–91 | Another World                      | Vicky Hudson / Marley Love            |                                                     |        |
| 1991    | Murphy Brown                       | Nica                                  | 1 episode                                           |        |
| 1992    | O Pioneers!                        | Marie                                 | Tv-film                                             | [ 1 ]  |
| 1993    | The Young Indiana Jones Chronicles | Kate                                  | 1 episode                                           | [ 1 ]  |
| 1994    | Against the Wall                   | Sharon                                | Tv-film                                             | [ 1 ]  |
| 1994    | Girls in Prison                    | Jennifer                              | Tv-film                                             |        |
| 1995    | Kingfish: A Story of Huey P. Long  | Aileen Dumont                         | Tv-film                                             |        |
| 1996    | If These Walls Could Talk          | Christine Cullen                      | Tv-film                                             |        |
| 1997    | Subway Stories                     | Pregnant Girl                         | Tv-film                                             |        |
| 1998    | Ellen                              | Karen                                 | 1 episode                                           | [ 1 ]  |
| 1999    | One Kill                           | Capt. Mary Jane O'Malley              | Tv-film                                             | [ 25 ] |
| 2001    | Ally McBeal                        | Melanie West                          | 7 episoder                                          | [ 1 ]  |
| 2004    | Gracie's Choice                    | Rowena Lawson                         | Tv-film                                             | [ 1 ]  |
| 2004–05 | Everwood                           | Amanda Hayes                          | 10 episoder                                         | [ 1 ]  |
| 2005    | Nip/Tuck                           | Nicole Morretti                       | 3 episoder                                          | [ 1 ]  |
| 2005    | Silver Bells                       | Catherine O'Mara                      | Tv-film                                             | [ 1 ]  |
| 2005–06 | Higglytown Heroes                  | Gloria the Waitress (voice)           | 3 episoder                                          |        |
| 2006    | Fatal Desire                       | Tanya Sullivan                        | Tv-film                                             | [ 1 ]  |
| 2007    | Masters of Science Fiction         | Martha Van Vogel                      | 1 episode                                           | [ 1 ]  |
| 2006–08 | Men in Trees                       | Marin Frist                           | Hovedrolle; 36 episoder                             | [ 1 ]  |
| 2009–11 | Hung                               | Jessica Haxon                         | Hovedrolle; 30 episoder                             | [ 1 ]  |
| 2011    | Girl Fight                         | Melissa                               | Tv-film                                             | [ 1 ]  |
| 2013    | Save Me                            | Beth Harper                           | Hovedrolle, 7 episoder                              | [ 1 ]  |
| 2013–14 | The Michael J. Fox Show            | Susan Rodriguez-Jones                 | 4 episoder                                          | [ 1 ]  |
| 2013–15 | Adventure Time                     | Cherry Cream Soda (stemmerolle)       | 2 episoder                                          | [ 1 ]  |
| 2014    | One Christmas Eve                  | Nell Blackemore                       | Hallmark Movie                                      | [ 1 ]  |
| 2014    | The Legend of Korra                | Suyin Beifong (stemme)                | Hovedrolle, sæson 3 og 4                            |        |
| 2015    | Dig                                | Lynn Monahan                          | Miniserie; 10 episoder                              | [ 1 ]  |
| 2015    | Quantico                           | Dr. Susan Langdon                     | 1 episode                                           | [ 1 ]  |
| 2016    | Aftermath                          | Karen Copeland                        | Hovedrolle; 10 episoder                             | [ 1 ]  |
| 2017–18 | The Brave                          | DIA Dep. Director Patricia Campbell   | Hovedrolle                                          | [ 1 ]  |
| 2018–19 | Chicago P.D.                       | Dep. Superintendent Katherine Brennan | Hovedrolle sæson 6; Gæsterolle sæson 7; 11 episoder | [ 1 ]  |
| 2020    | Dancing with the Stars             | Hende selv                            | Sæson 29                                            | [ 1 ]  |
| 2021–22 | All Rise                           | Corrine Cuthbert                      | 5 episoder                                          | [ 1 ]  |
| 2022    | The Idol                           | TBA                                   | Hovedrolle, postproduktion                          | [ 27 ] |